# Maarten van Veen
Pour les articles homonymes, voir van Veen.
Maarten van Veen, né le 13 avril 1971, est un pianiste et chef d'orchestre néerlandais.